# 业务流程管理
业务流程管理或商業流程管理（简称BPM），是自本世纪初以来企业資訊科技应用（資訊化）背景上最重要和活跃的概念之一。它有两方面的基本含义或理解背景。一方面是企业管理，一方面是資訊科技的企业应用。综合而言，它是典型的，在企业应用强力推动下产生的跨管理与資訊科技领域的流行概念之一。
业务流程管理著重在辨識出一連串的商業管理活動，並針對這些活動的作業流程進行管理的動作。其目標在透過各種科學的方法，來確保企業中各種商業活動的執行成果能具有一定的水準和精確度，同時也能持續改善活動的進行方式，串連活動的作業流程，讓企業能保持市場上的競爭力。
从管理的角度，它可以看作是企業流程再造（BPR）所带来的以商業流程为中心的管理思想的延续与发展；从企业应用角度，它是在工作流（Workflow）等技术基础上发展起来的，基于业务流程建模，支持业务流程的分析、建模、模拟、优化、协同与监控等功能的新一代企业应用系统核心。与商業流程管理系统相关主要领域包括流程梳理与诊断、流程建模与运行管理、流程监控、分析与改进以及流程化业务领域应用。

## 辨別
就Business Process Management, BPM這一特定概念而言，其中的Business并不局限于商業，它泛指各種組織中的活動：從商業企業到政府機構、非營利團體等等，因此，普遍共識是對應于更加中性的“業務”一詞，例如：業務流程管理（Business Process Management, BPM）、業務流程再造（Business Process Reengineering, BPR）等。